# Hyles perkinsi
Hyles perkinsi is een vlinder uit de familie van de pijlstaarten (Sphingidae). De wetenschappelijke naam van de soort werd in 1920 gepubliceerd door Otto Herman Swezey.